# Panjnad
Panjnad, flod i Punjab, vilken bildats genom förening av Jhelum, Chenab, Ravi, Beas och Sutlej, och som givit Punjab ("de fem strömmarna") dess namn.
Panjnad har en längd av 980 km, en hastighet av endast 3,2 km/timmen samt en vattenmängd av omkring 1 950 m³/s. Floden rinner ut i Indus vid Mithankot.